# Heterocyphelium leucampyx
Heterocyphelium leucampyx — вид грибів, що належить до монотипового роду  Heterocyphelium.